# Grunbach (Remshalden)
Grunbach ist ein Ortsteil der Gemeinde Remshalden im Rems-Murr-Kreis in Baden-Württemberg. Der Ortsteil hat rund 6.500 Einwohner.

## Geographische Lage

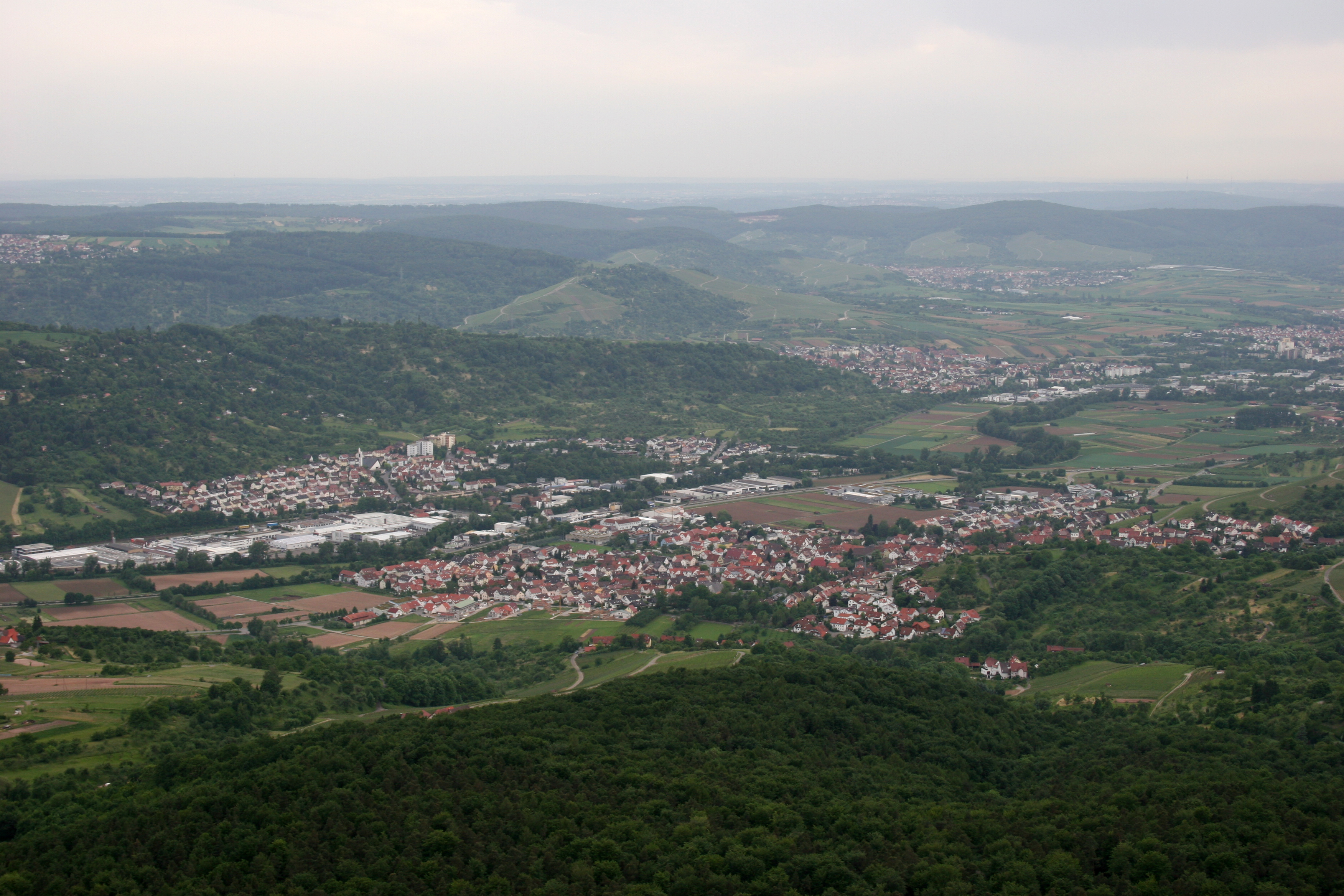
Grunbach, Luftbild aus nordöstlicher Richtung, 2008

Grunbach liegt beidseits des hier westwärts fließenden Flusses am Ufer, auf dem Talgrund und auf den Hängen des unteren Tals der Rems, die auf unter 235 m ü. NHN die Gemarkung verlässt. Der höchste Punkt der überwiegend rechtsremsischen Gemarkung ganz im Norden am oberen bewaldeten Abfall der Buocher Höhe erreicht über 471 m ü. NHN, ihr Ostrand folgt dem Lauf des Zehntbachs, der westliche teils dem des Gundelsbachs. Durch den alten Ortskern läuft dazwischen von dieser kleinen Hochebene der namengebende Grunbach. Der obere Bebauungsrand reicht heute bis fast auf 300 m ü. NHN, die alte Kirche am rechten Grunbachhang steht auf 271 m ü. NHN, große Teile der neueren Ortsbebauung liegen auch in der recht flachen rechten Remsaue auf Höhen um 240 m ü. NHN. Links des Flusses liegt ein Gewerbegebiet in der Aue und darüber eine kleinere Wohnbebauungszone neuerer Zeit am Hang.

## Allgemeines

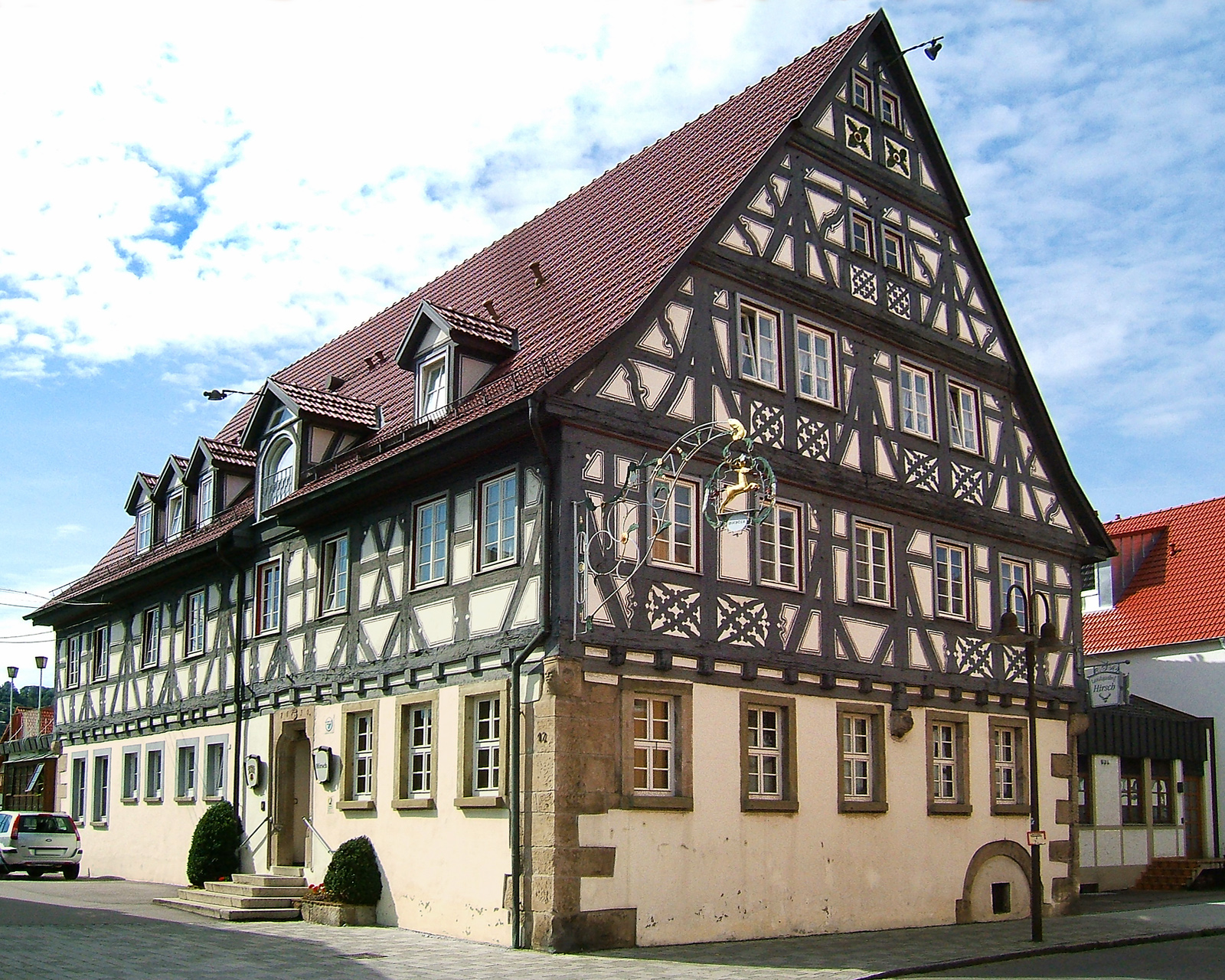
Fachwerkhaus Gasthof „Hirsch“

Im Dorfkern am nördlichen Talhang der Rems mit der Kirche sind noch mehrere alte Fachwerkhäuser erhalten, darunter der Gasthof „Hirsch“ von 1610, der älteste Gasthof im Remstal. Dieser Ortskern bildet, zusammen mit zahlreichen umgebenden Neubaugebieten, den heutigen Ortsteil Grunbach-Nord.
In den frühen 1950er Jahren entstand wegen des starken Bedarfs an Baufläche (unter anderem für Spätaussiedler) die Neubausiedlung am südlichen Talhang der Rems, der Ortsteil Grunbach-Süd. Er wird daher von Einheimischen gerne Siedlung genannt. Dort befindet sich auch die 1965 erbaute Katholische Kirche St. Michael. Bis zu ihrem Umzug nach Geradstetten zum Ende des Schuljahres 2016/17 befand sich hier die Ernst-Heinkel-Realschule.
Im Ort und danach verbinden zwei Straßenbrücken die beiden Ortsteile. Zwischen beiden liegen im Talgrund entlang der Eisenbahn, der Rems und der Bundesstraße 29 Gewerbe- und Industrieanlagen.
Ferner gehören zu Grunbach zwei Aussiedlerhöfe.

## Geschichte

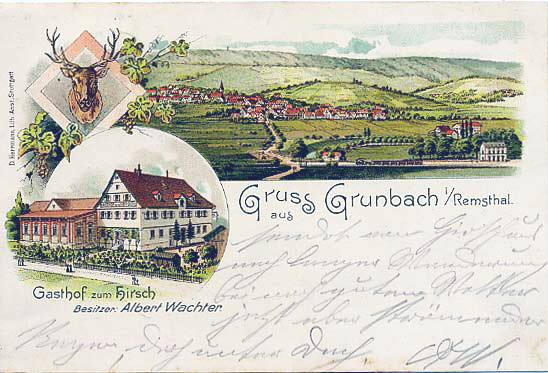
Grunbach auf einer Postkarte um 1900

Der Ort „Conronbach“ wird 1142 erstmals urkundlich erwähnt, als in einer Urkunde vom 22. April 1142 ein „Conradus de Conronbach“ genannt wird. „Grunbach“, in dem 1238 ein Pleban genannt wird, ist wohl in der jüngeren Ausbauzeit entstanden. Begütert waren hier das Stift Backnang (1245) die „von Urbach“ (bis 1425) und die Spitäler Schorndorf und Göppingen. Örtlicher Adel ist nur für das 12. Jahrhundert gesichert. Württemberg übernahm 1293 den Schutz der Grunbacher Güter des Klosters Lorch gegen Überlassung des Vogtrechts.
Bereits 1328 ist eine Kelter bezeugt, die Weinbautradition kann durch eine Vielzahl von Urkunden nachgewiesen werden. Sie lässt sich auch an den drei ehemaligen Keltern in der Schillerstraße ablesen.
Grunbach gehörte zum württembergischen Amt bzw. Oberamt Schorndorf und kam bei dessen Aufhebung 1938 zum Landkreis Waiblingen. 1861 bekam Grunbach mit der Eröffnung der Remsbahn Anschluss an das Schienennetz der Württembergischen Eisenbahn. 1939 wurde Grunbach als „Gewerbliche Gemeinde und Dienstleistungszentrum“ eingruppiert.
Am 1. Januar 1972 wurde der oberhalb von Grunbach gelegene Ort Buoch nach Grunbach eingemeindet. Am 1. Oktober 1974 wurden die Orte Geradstetten und Grunbach schließlich zur heutigen Gemeinde Remshalden zusammengeführt.

## Sehenswürdigkeiten

### Dionysius-Kirche

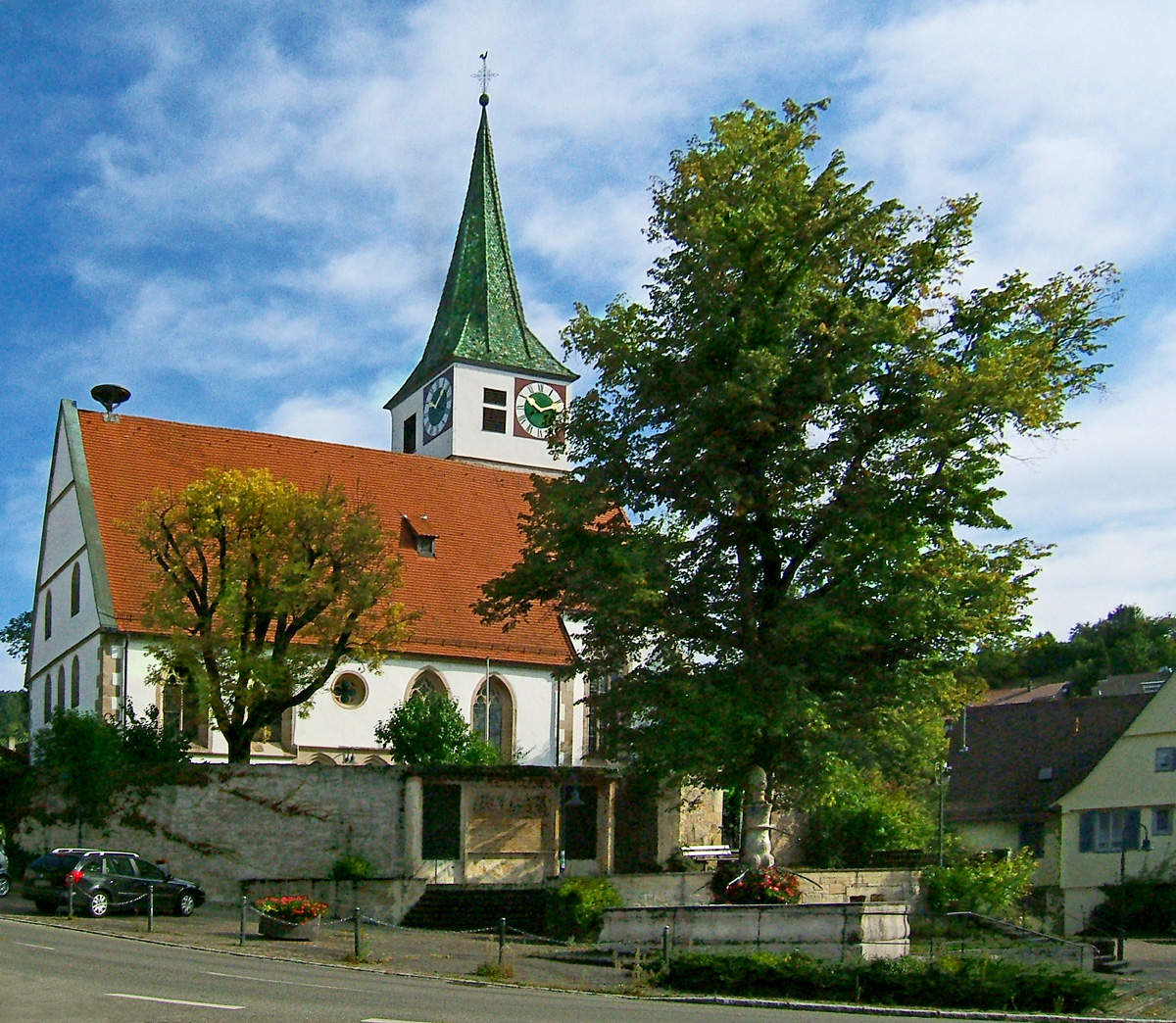
Kirchplatz, Grunbach

Das Wahrzeichen Grunbachs ist die 1481 fertiggestellte evangelische Pfarrkirche, eine ursprünglich dem Heiligen Dionysius (1451) und später Veranus (1537) geweihte Wehrkirche.

### Heimatmuseum
Im ehemaligen Feuerwehrhaus von Grunbach in der Schillerstraße unterhalb der ev. Kirche ist ein Heimatmuseum untergebracht, welches vom Museumsverein Remshalden e. V. betreut wird. Unter den Themen Heimat, Wirtschaft, Heinkel sind dort ein Querschnitt der Wirtschaftsgeschichte Remshaldens sowie die Geschichte des hier geborenen Flugzeugpioniers Ernst Heinkel zu sehen.
Das Museum hat jeden Sonntag von 14 bis 17 Uhr geöffnet, für Gruppen jederzeit auch nach Vereinbarung. Der Eintritt ist frei.

### Grunbacher Wasserfall

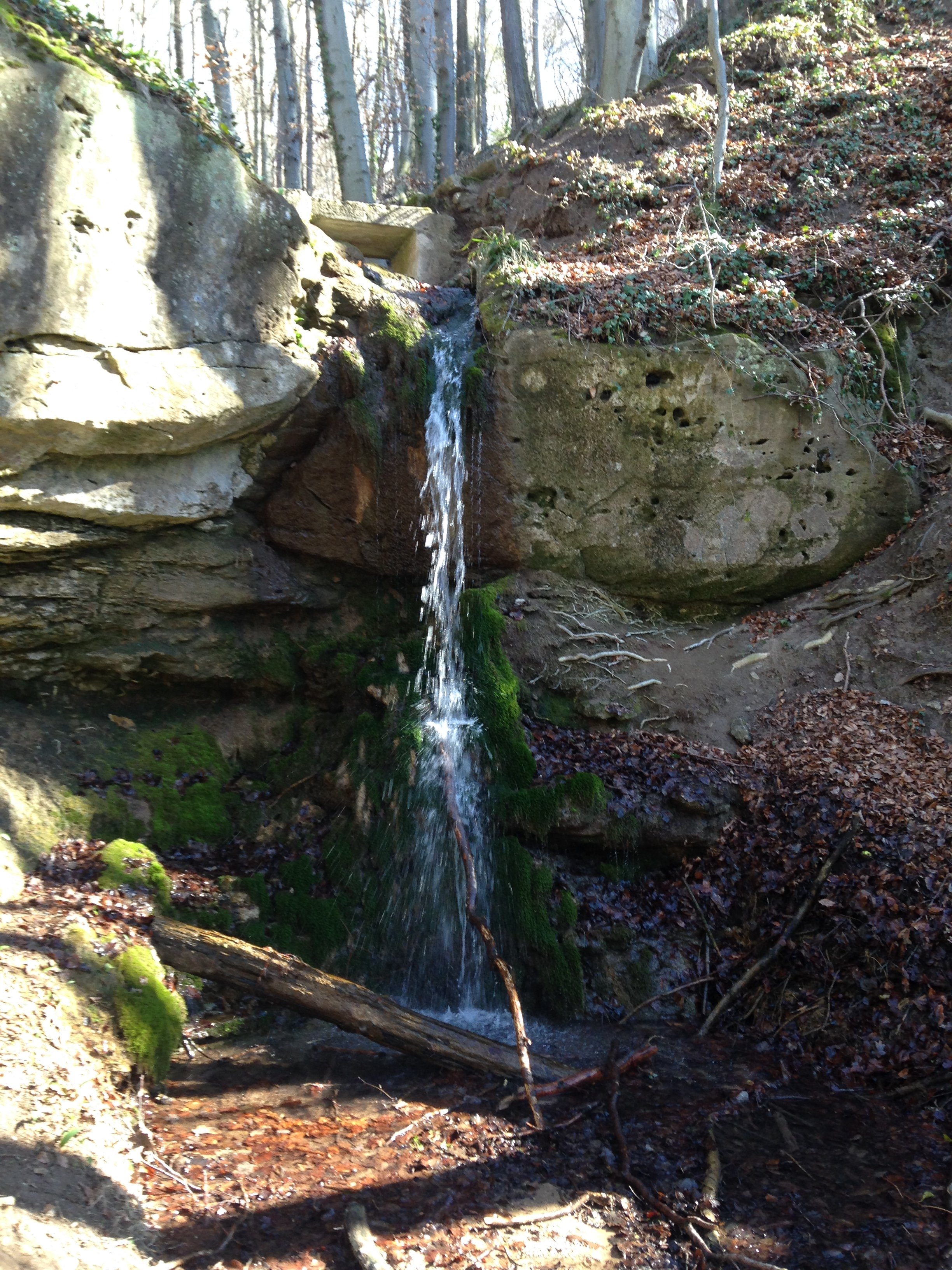
Wasserfall des Grunbachs am Nordrand der Grunbacher Ortsteilgemarkung

Oberhalb des Ortes Grunbach fällt der Bach Grunbach wenig nördlich eines Sportplatzes noch im Wald drei Meter tief frei über eine Keupersandsteinbank.

## Persönlichkeiten
- Gottfried Seibold, Heimatdichter, Ehrenbürger
- Ernst Heinkel (1888–1958), Flugzeugkonstrukteur, Ehrenbürger
- David Wolleber (um 1555–1597), Chronist